# 瑞士德语广播电视
瑞士德语广播电视台（德語：Schweizer Radio und Fernsehen，SRF）是一家瑞士的广播公司。由瑞士德语广播电台（SR-DRS）和瑞士德语电视台（SF-DRS）合并成立。 它是瑞士广播公司的组成部分，也是瑞士德语区最大的媒体。有2150名雇员分别在巴塞尔、伯尔尼和苏黎世的工作室工作。

## 广播

### 电台
- Radio SRF 1 – 综合节目
- Radio SRF 2 Kultur – 古典音乐和文化
- Radio SRF 3 – 青年节目
- Radio SRF 4 News – 新闻
- Radio SRF Virus – 非主流音乐
- Radio SRF Musikwelle – 流行乐和施拉格音乐

### 电视
- SRF 1
- SRF zwei
- SRF info